# Jönköping
Jönköping je grad i sjedište istoimene općine i istoimene županije 
u središnjem dijelu južne Švedske.

## Stanovništvo
Prema podacima o broju stanovnika iz 2005. godine u gradu živi 84.429 stanovnika.

## Vanjske poveznice
- Službene stranice grada grada

### Ostali projekti
|  | Zajednički poslužitelj ima još gradiva o temi Jönköping |